# Serhij Diadiusza
Serhij Diadiusza, ukr. Сергій Дядюша (ur. 14 września?/26 września 1870 w Chorolu, zm. 23 maja 1933 w Kaliszu) – ukraiński wojskowy, generał major Armii Imperium Rosyjskiego, generał porucznik Armii Ukraińskiej Republiki Ludowej.

## Życiorys
Ukończył piotrowski korpus kadetów w Połtawie, zaś w 1889 r. Pawłowską Szkołę Wojskową. Służył w 2, a następnie 35 Brygadzie Artylerii. W 1900 r. ukończył Nikołajewską Akademię Sztabu Generalnego. Został w stopniu sztabskapitana oficerem sztabowym w sztabie Warszawskiego, a następnie Moskiewskiego Okręgu Wojskowego. Od listopada 1904 r. był wykładowcą w junkierskiej szkole piechoty w Moskwie. W grudniu 1908 r. awansował na pułkownika. Objął funkcję oficera do specjalnych poruczeń w sztabie Korpusu Grenadierskiego. Od marca 1913 r. był szefem sztabu 1 Dywizji Grenadierów.
Brał udział w I wojnie światowej. Od października 1914 r. dowodził 2 Rostowskim Pułkiem Grenadierów. W lipcu 1915 r. został ranny. W styczniu 1916 r. objął obowiązki szefa sztabu 84 Dywizji Piechoty. W kwietniu tego roku mianowano go generałem majorem. Od stycznia 1917 r. dowodził tą dywizją. W marcu tego roku został szefem sztabu 4 Korpusu Armijnego. W styczniu 1918 r. objął funkcję szefa sztabu 6 Armii na Froncie Rumuńskim. W kwietniu tego roku wstąpił do nowo formowanej armii ukraińskiej, obejmując dowództwo Wołyńskiego Korpusu Armijnego. Od grudnia znajdował się w rozporządzeniu sztabu generalnego armii ukraińskiej. Pod koniec stycznia 1919 r. został głównym inspektorem piechoty Armii Czynnej Ukraińskiej Republiki Ludowej. W kwietniu tego roku objął funkcję atamana-kwatermistrza Grupy Chełmskiej. Od czerwca był atamanem do specjalnych poruczeń Zarządu Głównego Sztabu Generalnego Armii Czynnej URL. Od czerwca 1920 r. pełnił obowiązki 2 generał-kwatermistrza Sztabu Generalnego.
W listopadzie 1920 r. wraz z żołnierzami Armii URL został internowany w Polsce. Od lutego do kwietnia 1921 r. pełnił obowiązki ministra wojny Ukraińskiej Republiki Ludowej. W sierpniu tego roku awansowano go na generała porucznika. Po zwolnieniu z internowania zamieszkał w Kaliszu.
Odznaczony Orderem Świętego Stanisława I klasy z mieczami, II i III klasy, Szablą Świętego Jerzego, Orderem Świętej Anny II klasy z mieczami, Orderem Świętego Włodzimierza III klasy z mieczami i wstęgą, Krzyżem Symona Petlury.